# Frederick William Franz

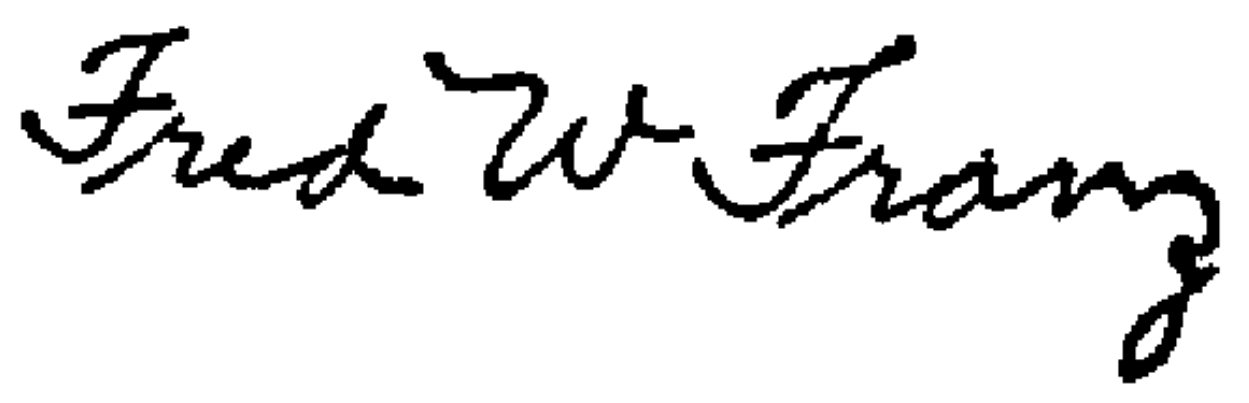
firma

Frederick William Franz (Covington, 12 settembre 1893 – New York, 22 dicembre 1992) è stato un predicatore statunitense.

## Biografia
Fu il quarto presidente della Watch Tower Bible and Tract Society, l'ente preposto alla direzione delle attività dei Testimoni di Geova. Ha precedentemente coperto il ruolo di vicepresidente della medesima società e di membro del Corpo direttivo dei Testimoni di Geova dal 1945 al 1977 prima di succedere come presidente a Nathan H. Knorr nel 1977.